# راکت راکون
راکت راکون (به انگلیسی: Rocket Raccoon) یک شخصیت خیالی ابرقهرمان در کتاب‌های کامیک منتشر شده توسط مارول کامیکس است. این شخصیت توسط نویسنده بیل مانتلو و طراح کیث گیفن خلق شده‌است؛ و برای اولین بار در شمارهٔ ۷ از مجموعه مارول پیری‌ویو (تابستان ۱۹۷۶) حضور پیدا کرد. او یک راکون انسان‌انگار است که مهارت بالایی در تیراندازی و تاکتیک نظامی دارد.
بردلی کوپر به عنوان صداپیشه و شان گان کار ضبط حرکت شخصیت راکت راکون را در فیلم‌های نگهبانان کهکشان (۲۰۱۴)، نگهبانان کهکشان بخش ۲ (۲۰۱۷)، انتقام‌جویان: جنگ ابدیت (۲۰۱۸)، انتقام‌جویان: پایان بازی، (۲۰۱۹) ثور: عشق و رعد (۲۰۲۲) ،نگهبانان کهکشان بخش ۳  (۲۰۲۳) بر عهده داشته اند.